# Mitridates el Jove
Mitridates el Jove (en grec antic Mιθριδάτης) era un príncep del Pont, fill de Mitridates VI Eupator.
El seu pare el va posar al front d'un exèrcit per oposar-se al general romà Fímbria l'any 85 aC, assessorat per tres generals: Tàxiles, Diofant i Menandre. L'exèrcit romà va sorprendre el seu campament i el va derrotar. Mitridates es va escapar a Pèrgam on es va reunir amb el seu pare, segons diuen Memnó d'Heraclea i Apià.
Més tard, quan es va acabar la guerra contra Sul·la, el seu pare el va nomenar governador de la Còlquida amb títol de rei. Els colquis, que estaven revoltats, es van sotmetre immediatament al jove príncep i li van demostrar la seva fidelitat. Això fou mal interpretat pel pare que va pensar que es volia fer independent, i el va cridar al Pont i després de tenir-lo un temps presoner el va fer executar.